# 第一次対仏大同盟
第一次対仏大同盟（だいいちじたいふつだいどうめい, First Coalition, 1793年 - 1797年）は、フランス革命を脅威と感じたヨーロッパ諸国が、フランスに対抗するために結成した同盟（対仏大同盟）である。各諸国はそれぞれフランスと敵対していたが、これらの国は真の意味で同盟を結んでおらず、十分に連携して戦うことはなかった。各国それぞれの利害関係の元に参戦しており、フランスの敗北後に目的を達成させる予定だったが、フランスに勝利する事は叶わなかった。
フランスは1792年4月20日にハプスブルク帝国(神聖ローマ帝国、オーストリア帝国など)に宣戦布告した。1792年7月にカール・ヴィルヘルム・フェルディナント指揮下の軍とプロイセン人の大半はオーストリア側に立ち、フランスに進攻したが9月のヴァルミーの戦いで敗北した。
数度に渡りフランスは陸海から進攻された。プロイセンとオーストリアからはオーストリア領オランダとライン側から攻撃し、イギリスからはフランスの地方での反乱を援助し、トゥーロンを占領した。フランスは裏切り(1793年3月18日のネールウィンデンの戦い)と内乱(ヴァンデの反乱)に悩まされたが、ドラコンの法によって処分した。公安委員会は1793年4月6日に設立され、1793年8月には国家総動員法(フランス語: levée en masse)によって、兵士となりうる18歳から25歳の青年を徴兵した。新しいフランス軍による反攻で、侵略者は追い出され、さらにフランス軍はフランスを超えて進軍した。
フランスはバタヴィア共和国を姉妹共和国(1795年)として設立し、ライン川左岸のフランスの支配をバーゼルの和約によってプロイセンに認めさせた。

## 概要
1793年1月21日のルイ16世の処刑は、ヨーロッパ諸国に危機感を抱かせた。フランスの革命政権が王制の否定に至ったことを意味するからである。革命思想の自国への波及を恐れた諸王国は、同盟を組んでフランスの革命政権を打倒することを目指した。
第一次対仏大同盟に参加した国家は以下のとおりである。
- オーストリア
- 南ネーデルラント（オーストリア領ネーデルラント）
- グレートブリテン王国（イギリス）
- ナポリ王国
- プロイセン王国
- サルデーニャ王国
- スペイン王国

同盟軍は陸海からフランスに対する攻撃を開始した。プロイセン、オーストリアは、南部ネーデルラント、ラインラントから攻勢を仕掛け、イギリスは海上封鎖を開始してフランス海軍の拠点であるトゥーロン港を包囲した。フランスは、1793年3月18日のネールウィンデンの戦いにおける敗北と、それに続くデュムーリエの投降で対外的に劣勢に立たされた。さらに国内でも西部のヴァンデ地方や南東部のリヨンなどで王党派の扇動による反乱が発生し、トゥーロンに至っては市内の王党派がイギリスとスペインの艦隊を入港させるなど、内憂外患を抱えていた。同年4月6日、革命政権は公安委員会を組織して内部の引き締めを図るとともに、8月23日、徴兵制度を布いて失った兵力の回復に努めた。
1793年末からフランスは反攻に移り、国内に侵攻していた同盟軍を全て国外まで撤退させた。同年12月19日、ナポレオン・ボナパルトはトゥーロンの奪還に重要な役割を果たし、おおいに名声を高めた。その後もフランスの攻勢は続き、1795年4月6日にはプロイセンとバーゼルの和約を締結してラインラントを獲得し、同年5月にはオランダに衛星国のバタヴィア共和国を建国した。スペインもまた第二次バーゼルの和約でフランスと休戦した。10月26日、国民公会が解散されて総裁政府が成立、フランス軍はドイツ、北部イタリアの征服に取り掛かった。
1796年3月、イタリア方面軍司令官に任命されたナポレオンは、イタリア遠征に取り掛かり、緒戦でサルデーニャ王国を破り同盟から脱落させ、更にオーストリア軍を打ち破った結果、1797年4月7日、レオーベンの和約でオーストリアと一時停戦し、同年10月17日のカンポ・フォルミオの和約の締結で完全に休戦し、多くの領土を割譲させた。ここにおいて第一次対仏大同盟は崩壊し、イギリスだけが交戦を続けることとなった。